# 江迎鹿町インターチェンジ
江迎鹿町インターチェンジ（えむかえしかまちインターチェンジ）は、長崎県佐世保市江迎町乱橋に建設中の西九州自動車道（松浦佐々道路）のインターチェンジ (IC) である。

## 道路
- E35 西九州自動車道（松浦佐々道路）

## 歴史
- 2021年（令和3年）7月19日 : IC名称が「江迎鹿町IC」で正式決定[1]。
- 未定 : 平戸IC - 佐々IC間 開通に伴い、供用開始予定。

## 隣
E35 西九州自動車道（松浦佐々道路）
平戸IC（事業中） - 江迎鹿町IC（事業中）- (8) 佐々IC